# Alfa Aesar
Alfa Aesar est une société américaine, filiale de Thermo Fisher Scientific, spécialisée dans la production et la distribution de substances chimiques, réactifs et catalyseurs pour la recherche et développement et la chimie analytique. Basée à Haverhill, au Massachusetts (États-Unis), elle dispose d'usines dans divers pays et produit de nombreux produits qu'elle distribue.